# Mutualisme (biologia)

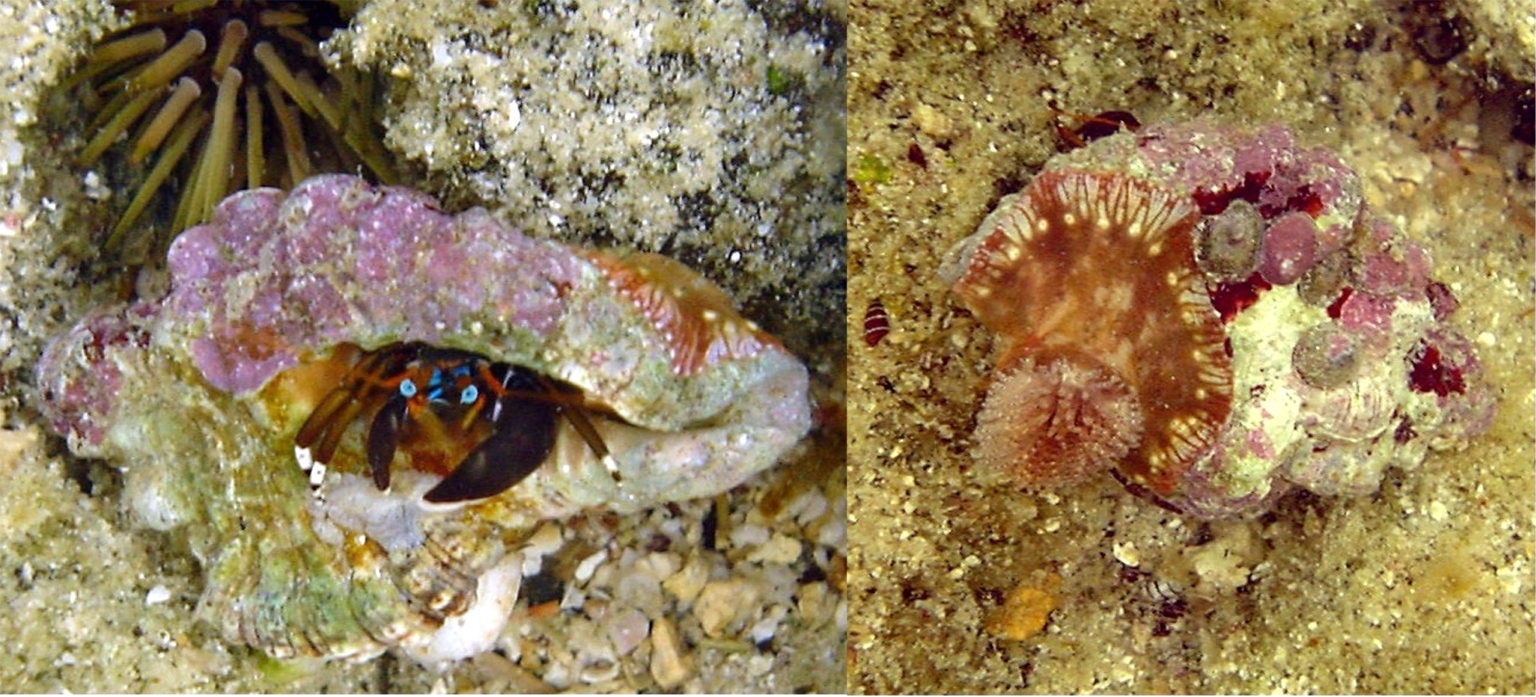
Uns bernats ermitans, (Calcinus laevimanus), amb unes anemones marines.

El mutualisme és una relació a llarg termini entre individus de diferents espècies en la qual els dos individus es beneficien. Les relacions mutualistes poden ser obligatòries per a ambdues espècies, obligada per a una, però facultativa per a l'altra, o facultativa per a les dues. Pot aparèixer fins i tot sense coevolució previa.
Són exemples de mutualisme la relació que hi ha en els líquens, en què un fong ofereix protecció en forma de medi aquós a una alga o liquen a l'interior del seu cos, i a canvi aquesta li cedeix part de l'energia de la fotosíntesi. Altres relacions poden ser la que es produeix en els nòduls de les arrels d'algunes fabàcies amb bacteris del gènere Rhizobium en què aquests són protegits dins del teixit radicular de la planta, mentre que aquesta es beneficia del nitrogen fixat pels bacteris. La relació mutualista pot arribar a consolidar-se d'una forma tan estreta com la dels líquens, en la qual, en alguns casos, és impossible trobar els dos membres de l'associació (fong i alga o liquen) de forma aïllada. Quan és possible trobar els individus del liquen fora d'aquesta associació generalment presenten morfologies força diferents de les que tenen quan estan associats.
Un gran percentatge d'herbívors tenen una flora intestinal mutualista per ajudar-los a digerir la matèria vegetal, més difícil de digerir que les preses dels animals. Aquesta flora intestinal està formada per protozous que digereixen cel·lulosa o bacteris que viuen als intestins dels herbívors. Els esculls de corall són el resultat de mutualismes entre organismes coral·lins i diversos tipus d'algues que viuen al seu interior. La majoria de les plantes terrestres i dels ecosistemes terrestres es basen en els mutualismes entre les plantes, que fixen el carboni de l'aire, i els fongs micorrizes, que ajuden a extreure aigua i minerals del sòl.
Un exemple de mutualisme és la relació que hi ha entre els peixos pallassos ocellaris que es troben entre els tentacles de les anemones marines de Ritteri. El peix territorial protegeix l'anemone dels peixos que mengen anemones i, al seu torn, els tentacles urticants de l'anemone protegeixen el peix pallasso dels seus depredadors. Un moc especial del peix pallasso el protegeix dels tentacles punxants.
Un altre exemple és el gobi, un peix que de vegades conviu amb un llagostí. El llagostí excava i neteja un cau a la sorra en què viuen tant els llagostins com el peix gobi. El llagostí és gairebé cec, deixant-lo vulnerable als depredadors quan es trobi fora del seu cau. En cas de perill, el gobi toca el llagostí amb la cua per avisar-lo. Quan això succeeix, tant el llagostí com el gobi es retiren ràpidament al cau. Diferents espècies de gobis (Elacatinus spp.) també netegen ectoparàsits en altres peixos, possiblement en un altre tipus de mutualisme.